# Суази-су-Монморанси
Суази-су-Монморанси (фр. Soisy-sous-Montmorency) — муниципалитет во Франции, в регионе Иль-де-Франс, департамент Валь-д'Уаз. Расположен примерно на 15 км севернее Парижа и на 19 км восточнее Сержи.
Население — 17 483 человека (2008).

## Демография
Динамика населения (Cassini и INSEE):